# Suckow (mecklenburgische Adelsgeschlechter)
Suckow ist der Name zweier, sehr wahrscheinlich voneinander zu unterscheidender, also nicht stammverwandter mecklenburgischer Adelsgeschlechter. Nicht hierher gehören zwei erloschene gleichnamige adlige Geschlechter, je eines aus Hinterpommern mit dem Stammgut Pegelow († ca. 1766) sowie eines aus der Lübecker Zirkelgesellschaft († nach 1871).

## Geschichte

### Suckow I

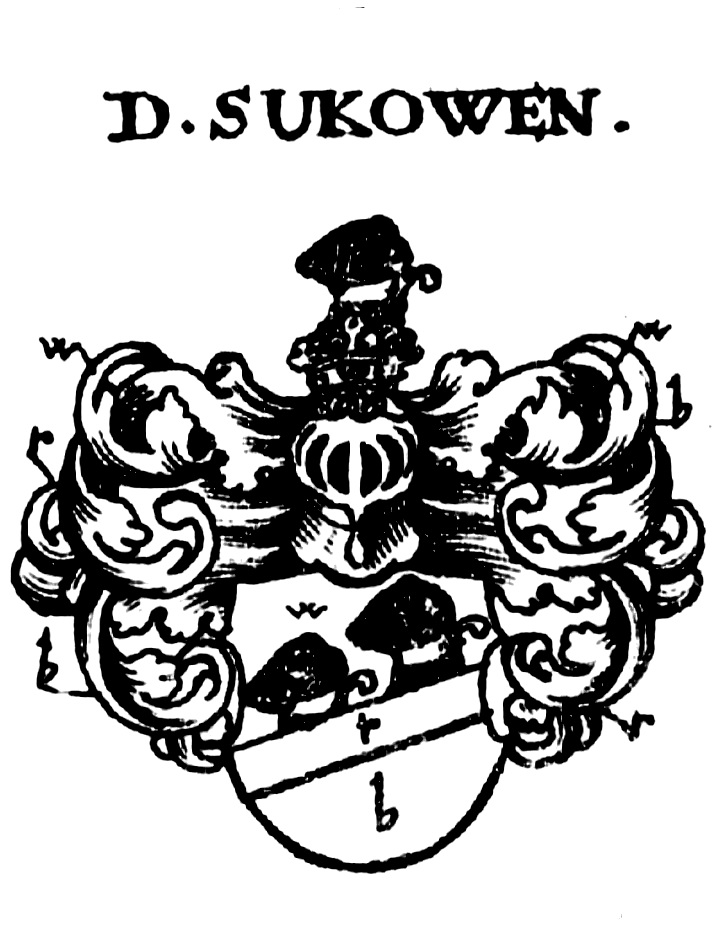
Wappen der mecklenburg-pommerschen von Suckow (I.)

Mit Bernhardus de Sukow civis wurde im Jahre 1282 erstmals eine adlige Familie Suckow in Mecklenburg urkundlich. Nach Pentz ist diese Familie in Mecklenburg um 1500 erloschen. Mülverstedt leitet her, dass es sich aufgrund der wiederkehrenden Vornamen im Mittelalter und der weitestgehenden Übereinstimmung der Wappen bei den mecklenburgischen Suckow um eine Linie der nachstehenden älteren pommerschen Familie Suckow handelt.
Im Jahre 1299 erscheint ein gleichnamiges Geschlecht erstmals mit den Verwandten Eckehart Succow, Rudolphus und Tydericus de Succow wegen eines ersten Vergleichs mit dem Kloster Dargun wegen Grenzstreitigkeiten zwischen Todenhagen und Bast in Vorpommern. 1332 ist die Grenzsache erneut Verhandlungsgegenstand zwischen Dargun und den Suckow. 1425 tritt das Geschlecht auch in Mecklenburg auf, als es dem Kloster Neuenkloster acht Mark lübisch aus seinem Dorf Neuere überlässt. Im 16. Jahrhundert besitzen die Suckow Plestelin und Gametzow bei Demmin, 1504 wurden die Brüder Klaus, Hermann, Thomas, Dietrich und Gerhard von Suckow belehnt. 1635 wird die Familie in Vorpommern mit Joachim Suckow auf Plestelin noch einmal genannt.

### Suckow II

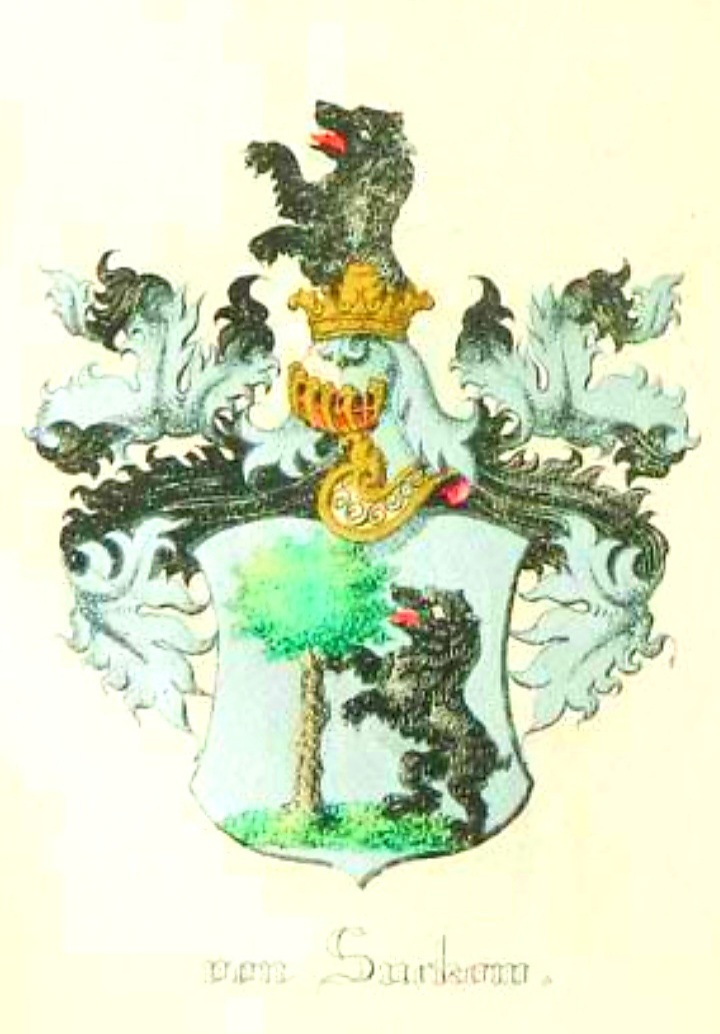
Wappen derer von Suckow (II., 1792)

Die gesicherte Stammreihe der jüngeren Suckow beginnt in Karrenzin mit Peter Suckow (* um 1656; † um 1700). Am 23. März 1714 erhielt der Älteste und Propst zu Sternberg, Jacob Sigismund von Suckow von Kaiser Karl VI. eine Adelserneuerung, vermutlich einer postulierten Annahme einer Abstammung von den älteren Suckow folgend. 
Am 10. September 1745 wurden die mecklenburgischen Rittergutsbesitzer und Brüder Christian August, Jacob Sigismund und Johann Friedrich Suckow von August II. von Sachsen, während seines Reichsvikariats in Dresden in den Reichsadelsstand gehoben. Sie erhalten, wiederum in der Annahme einer Abstammung von den älteren Suckow, auch deren Wappen anbei.
Drei Enkel des Domküsters zu Schwerin, Heinrich Suckow († nach 1723) wurden am 12. Dezember 1792 in Wien von Kaiser Leopold II. in den Reichsadelsstand gehoben. Das waren die Brüder Joachim August Bernhard Oberamtmann zu Warin, Gottfried August Herr auf Moltenow und Goldberg sowie Victor Gebhard Peter Suckow Pächter der Domäne Rampe. Die mecklenburgische Adelsanerkennung erfolgte am 24. Mai 1793.
Am 16. November 1853 erkannte der mecklenburgische Großherzog Friedrich Franz II. den Adelstand des Kammerpächters Carl Heinrich Johann von Suckow, Pächter der Domäne Woeten, einem Abkömmling von obigem Victor Gebhard Peter von Suckow, an. Deszendenten des obigen Joachim August Bernhard von Suckow hingegen machten sich in Ostfriesland sesshaft.
Der sächsische Generalmajor und Kommandeur der 5. Infanterie-Brigade Nr. 63, Mortimer von Suckow ließ sich am 26. Juni 1912 in das sächsische Adelsbuch eintragen (Nr. 407).
Karl Ludwig Emil von Suckow (1787–1863), begab sich aus Mecklenburg bereits 1807 in württembergische Dienste, lebte in Ulm und Ludwigsburg, seit 1837 in Stuttgart. Er stand zuletzt im Rang eines Obersts und war Verfasser der militärischen Erinnerungen aus der napoleonischen Zeit: „Aus meinem Soldatenleben“ (Stuttgart 1863). Aus seiner Ehe mit Emma von Calatin (1807–1876) überlebte nur Albert von Suckow (1828–1893), der ebenfalls die militärische Laufbahn einschlug und es bis zum württembergischen Kriegsminister brachte.

## Besitz
Von den historischen Gütern der Suckow können an dieser Stelle genannt werden: 
- in Vorpommern: Plestlin und Gametzow (Gemetzow, Gawetzow, Jagetzow) bei Demmin,
- in Mecklenburg: Bockhorst im Amt Ribnitz, Damm im Amt Dargun, Neuenhagen,
- in Ostfriesland: Bollinghausen und Rysum

## Wappen
Allen mecklenburgischen Suckow ist der Bär als Wappenelement gemein. Es besteht unmittelbare Wappenverwandtschaft mit den holsteinischen Gadendorf sowie den mecklenburgischen Adelsgeschlechtern Drage, Schwetzin und Pridole.
- (1282/1500): Im geteilten Schild, oben drei Bärenköpfe, unten Kugeln. (Tingierung unbekannt)

- (1299/1635): Durch einen etwas schräg-links gelegten roten Querbalken, oben zwei rechtsgewandte aus dem roten Schrägbalken hervorwachsende Bärenköpfe mit goldenen Halsbändern, von Silber und Blau geteilt. Auf dem Helm mit rot-silber-blauen Decken einer der Bärenköpfe.

- (1745): Durch einen roten Schräglinksbalken, aus dem hintereinander zwei abwärts gekehrte schwarze Bärenrümpfe mit goldenen Halsbändern wachsen, von Silber und Blau geteilt. Auf dem Helm mit rot-silber-blauen Decken einer der Bärenrümpfe.

- (1792): In Silber auf grünem Hügel rechts ein grüner Baum, links gehalten von einem aufgerichteten schwarzen Bären. Auf dem Helm mit schwarz-silbernen Decken der Bär wachsend.

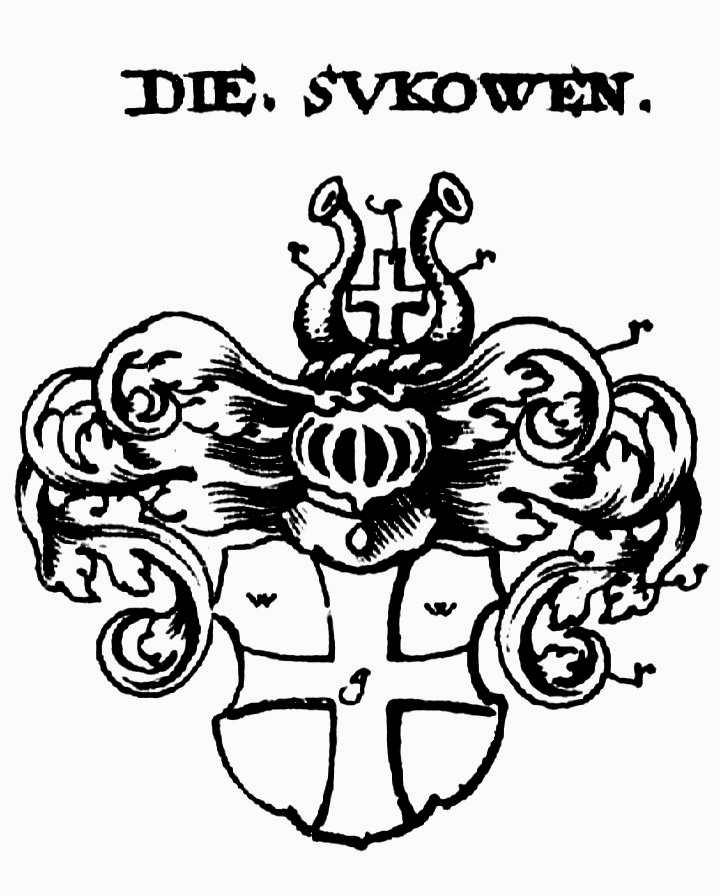
Wappen der Suckow der adeligen lübeckischen Zirkelgesellschaft

## Bekannte Familienmitglieder
- Albert von Suckow (1828–1893), württembergischer General der Infanterie und Kriegsminister
- Bodo von Suckow (1830–1904), preußischer Generalleutnant
- Emma von Suckow (1807–1876), Schriftstellerin
- Friedrich von Suckow (1789–1854), deutscher Redakteur und Schriftsteller
- Hans Wilhelm von Suckow (1797–1869), preußischer, dann brasilianischer Offizier und Unternehmer, Gründer des Jockey Club Brasilieiro
- Hermann von Suckow (General) (1792–1872), preußischer Generalmajor
- Hermann von Suckow (Intendant) (1820–1895), deutscher Verwaltungsjurist, Kammerherr und Intendant des Seebads Heiligendamm
- Karl von Suckow (1787–1863), württembergischer Oberst
- Mortimer von Suckow (1854–1936), sächsischer Generalleutnant